# Santa Josefa
Santa Josefa é um município de  terceira classe de renda municipal (d) na província Agusan do Sul, nas Filipinas. De acordo com o censo de 1 de maio  de  2020 possui uma população de 26 432 pessoas e 6 343 domicílios.